# Natalija Eder
Pour les articles homonymes, voir Eder.
Natalija Eder, née le 6 août 1980 à Hrodna (RSS de Biélorussie), est une athlète handisport autrichienne spécialiste du lancer du javelot concourant en catégorie F12 pour les athlètes déficients visuels. Elle est triple médaillée de bronze paralympique (2012, 2016, 2024) et double médaillée d'argent mondiale (2013, 2024).

## Carrière
Née à Hrodna, elle s'installe en Autriche en 2003.
Lors des championnats du monde 2023, elle prend la troisième place du lancer du javelot F13, malgré une blessure au genou.
Pour ses quatrièmes Jeux à Paris en 2024, elle remporte sa troisième médaille de bronze au lancer du javelot F12 avec un jet à 37,22 m lors de son sixième essai. Elle avait déjà remporté le même métal lors des Jeux de 2012 et ceux de 2016

## Distinctions
- 2010 : Paralympien de l'année d'Autriche[2].
- 2015 : Para-athlète de l'année de la Wiener Athletics Federation[2].
- 2016 : Para-athlète de l'année de Sports Media Austria[2].
- 2016 : Ordre du Mérite[2]

## Palmarès

### Jeux paralympiques
- Jeux paralympiques d'été de 2024 à Paris :
  -  lancer du javelot F13
- Jeux paralympiques d'été de 2016 à Rio de Janeiro :
  -  lancer du javelot F13
- Jeux paralympiques d'été de 2012 à Londres :
  -  lancer du javelot F12/13

### Championnats du monde
- Championnats du monde 2024 à Kobe :
  -  lancer du javelot F13
- Championnats du monde 2023 à Paris :
  -  lancer du javelot F13
- Championnats du monde 2013 à Lyon :
  -  lancer du javelot F12/13

### Championnats d'Europe
- Championnats d'Europe 2016 à Grosseto :
  -  lancer du javelot F11-13
- Championnats d'Europe 2014 à Swansea :
  -  lancer du javelot F12